# Thymus praecox subsp. britanicus
Thymus praecox subsp. britanicus é uma subespécie de planta com flor pertencente à família Lamiaceae. 
A autoridade científica da subespécie é (Ronniger) Holub, tendo sido publicada em Preslia 45(4): 359. 1973.

## Portugal
Trata-se de uma subespécie presente no território português, nomeadamente em Portugal Continental.
Em termos de naturalidade é nativa da região atrás indicada.

## Protecção
Não se encontra protegida por legislação portuguesa ou da Comunidade Europeia.